# Süd- und Mittelamerikanische Beachhandballmeisterschaften 2022
Die Süd- und Mittelamerikanische Beachhandballmeisterschaften 2022, die kontinentalen Meisterschaften der Süd- und mittelamerikanischen Handballkonföderation (SCAHC beziehungsweise COSCABAL), waren die zweite Auflage nach der Teilung der Pan-American Team Handball Federation (PATHF) auf Druck der Internationalen Handballföderation (IHF) in zwei Verbände. Die Spiele wurden vom 11. bis 13. April in der Arena de Pajucara in Maceió, Brasilien, ausgetragen.
Die eigentlich alle zwei Jahre stattfindende Meisterschaft wurde aufgrund der weltweiten COVID-19-Pandemie um ein Jahr verschoben. Es nahmen sechs Nationen mit Mannschaften jeweils beider Geschlechter teil. Mit Ecuador nahm damit bei den Frauen eine Mannschaft mehr teil, als drei Jahre zuvor.

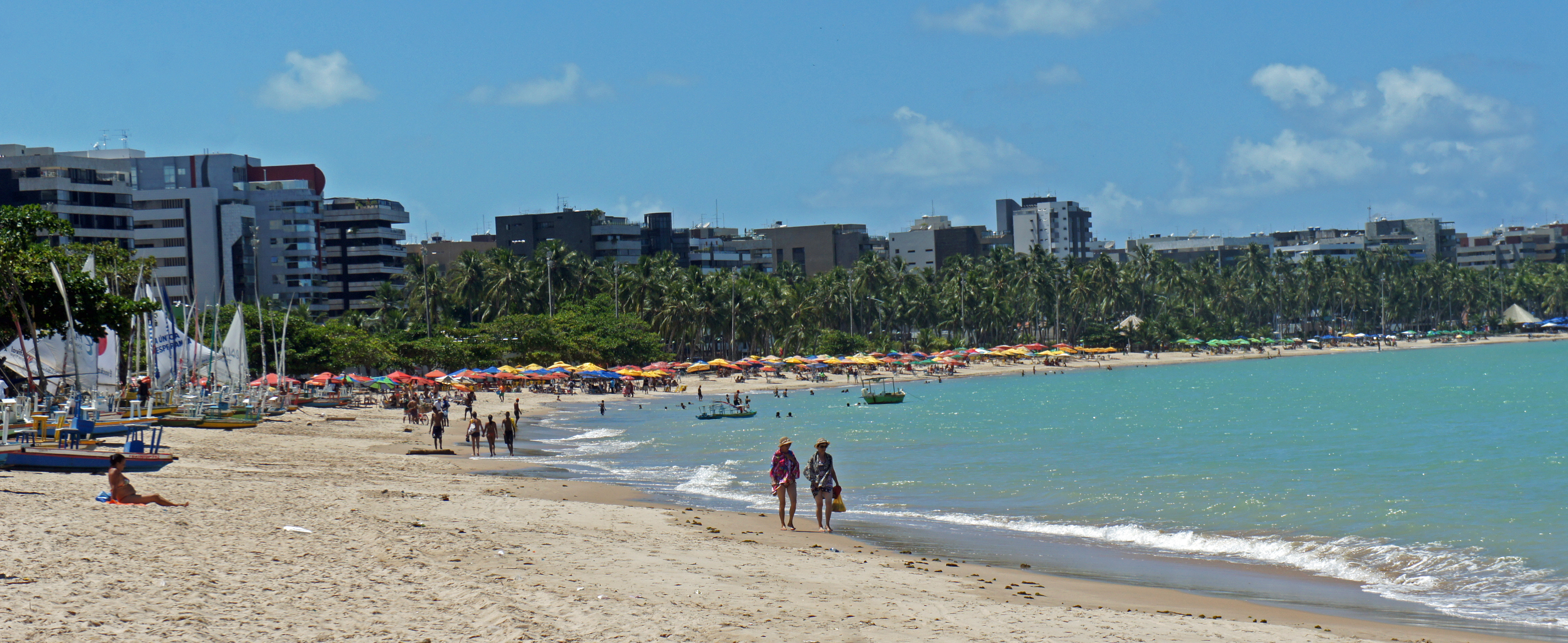
Praia Pajuçara

Das Turnier war sowohl das Qualifikationsturnier für die Weltmeisterschaften des Jahres auf Kreta und die World Games weniger Wochen nach der WM in Birmingham, USA. Für die WM qualifizierten sich die drei Medaillisten, für die World Games nur die Sieger direkt. In beiden Wettbewerben erreichten die Gastgeber aus Brasilien sowie Argentinien das Finale. Während bei den Männern die Brasilianer einmal mehr ihrer dominierenden Ausnahmestellung gerecht wurden, konnte bei den Frauen erstmals Argentinien Brasilien als Südamerika- beziehungsweise Panamerikameister ablösen.
| Frauen Details | Maceió, Brasilien | Argentinien | 2:1 | Brasilien   | Uruguay | 2:0 | Chile   |
| Männer Details | Maceió, Brasilien | Brasilien   | 2:0 | Argentinien | Uruguay | 2:0 | Ecuador |

## Platzierungen der teilnehmenden Nationalmannschaften
| Nation         | Frauen | Männer |
| -------------- | ------ | ------ |
| Argentinien    | 1      | 2      |
| Brasilien      | 2      | 1      |
| Chile          | 4      | 6      |
| Ecuador        | 6      | 4      |
| Paraguay       | 5      | 5      |
| Uruguay        | 3      | 3      |
| Teilnehmerzahl | 6      | 6      |

| Legende | Legende | Legende | Legende              |
| ------- | ------- | ------- | -------------------- |
| 1       | 2       | 3       | Podest-Platzierungen |
| 4       | 4       | 4       | Halbfinalist         |